# شمس أباد (تيرجرد)
شمس أباد (بالفارسية: شمس‌آباد) هي قرية تقع في إيران في قسم تيرجرد الريفي. يقدر عدد سكانها بـ 740 نسمة .